# 雲仙温泉

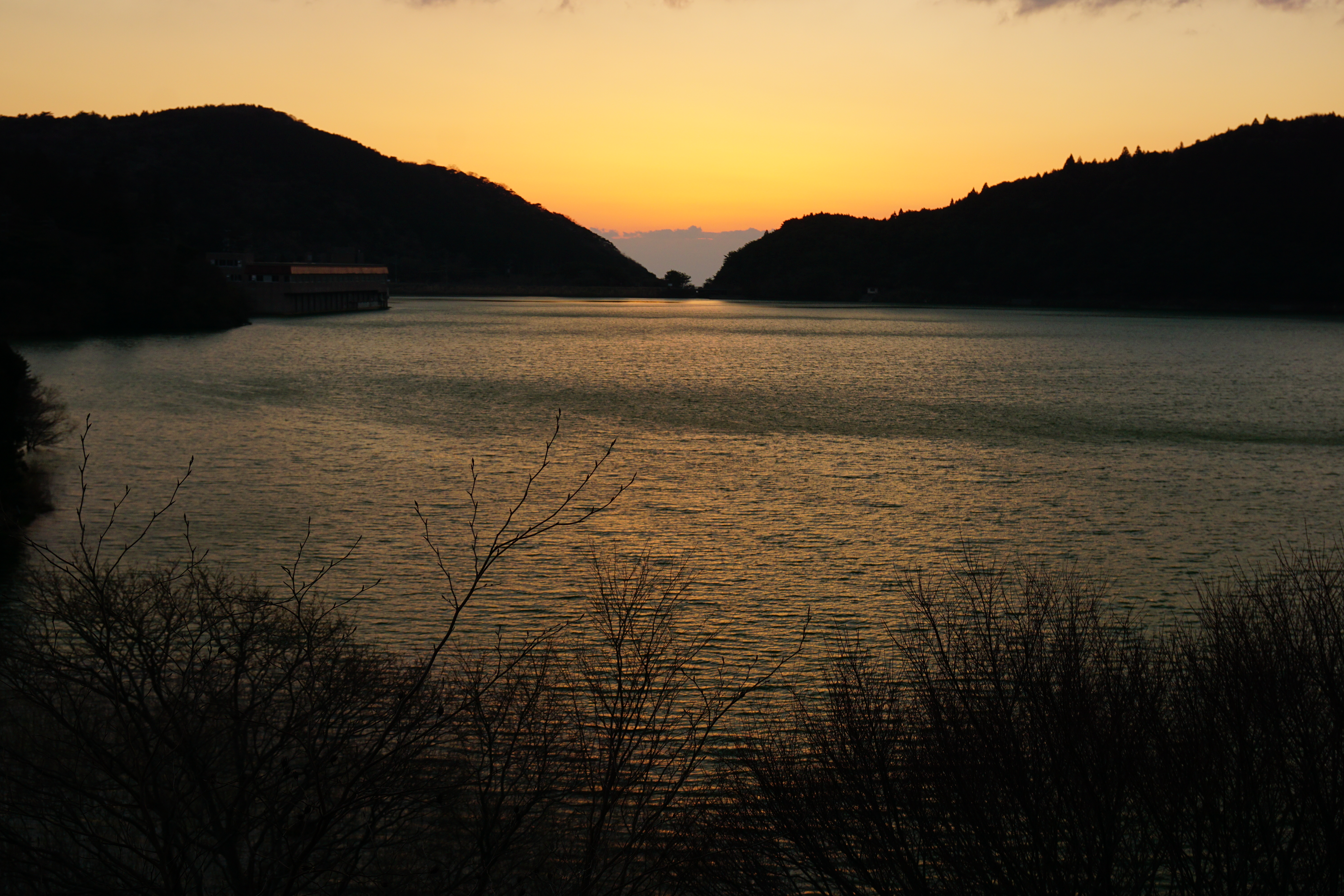
鴛鴦ノ池

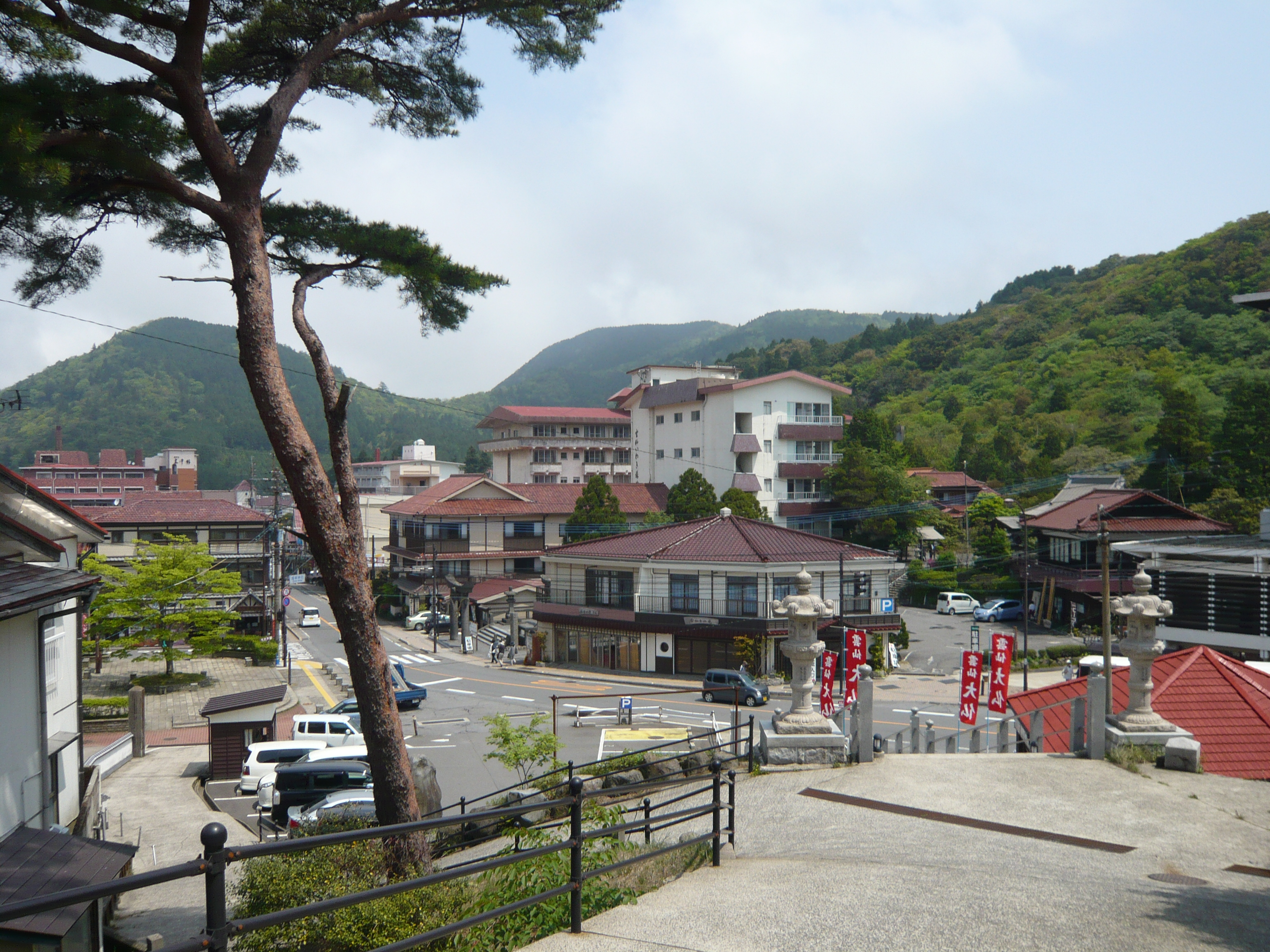
中心街、島鉄バスセンターの近く

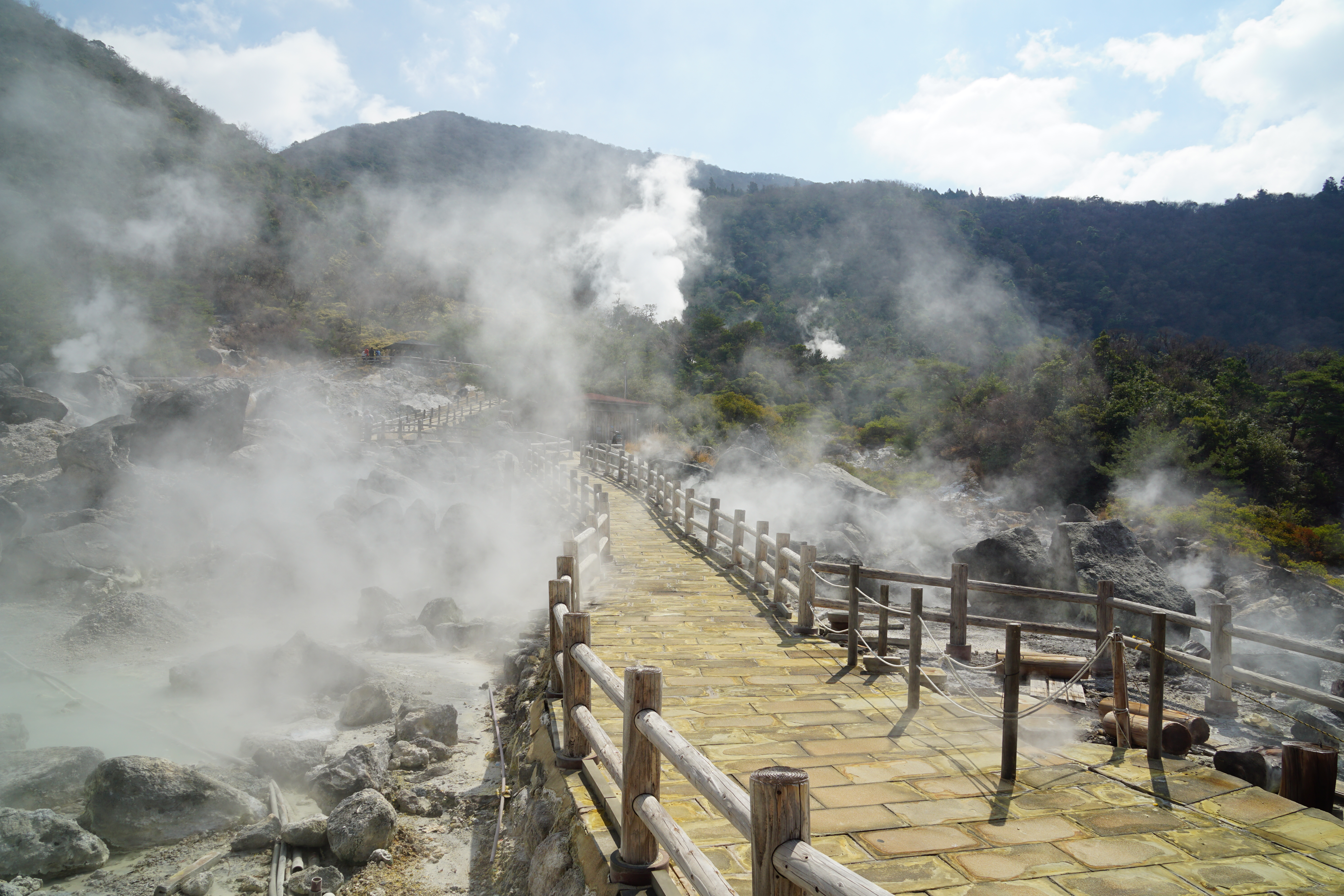
地獄

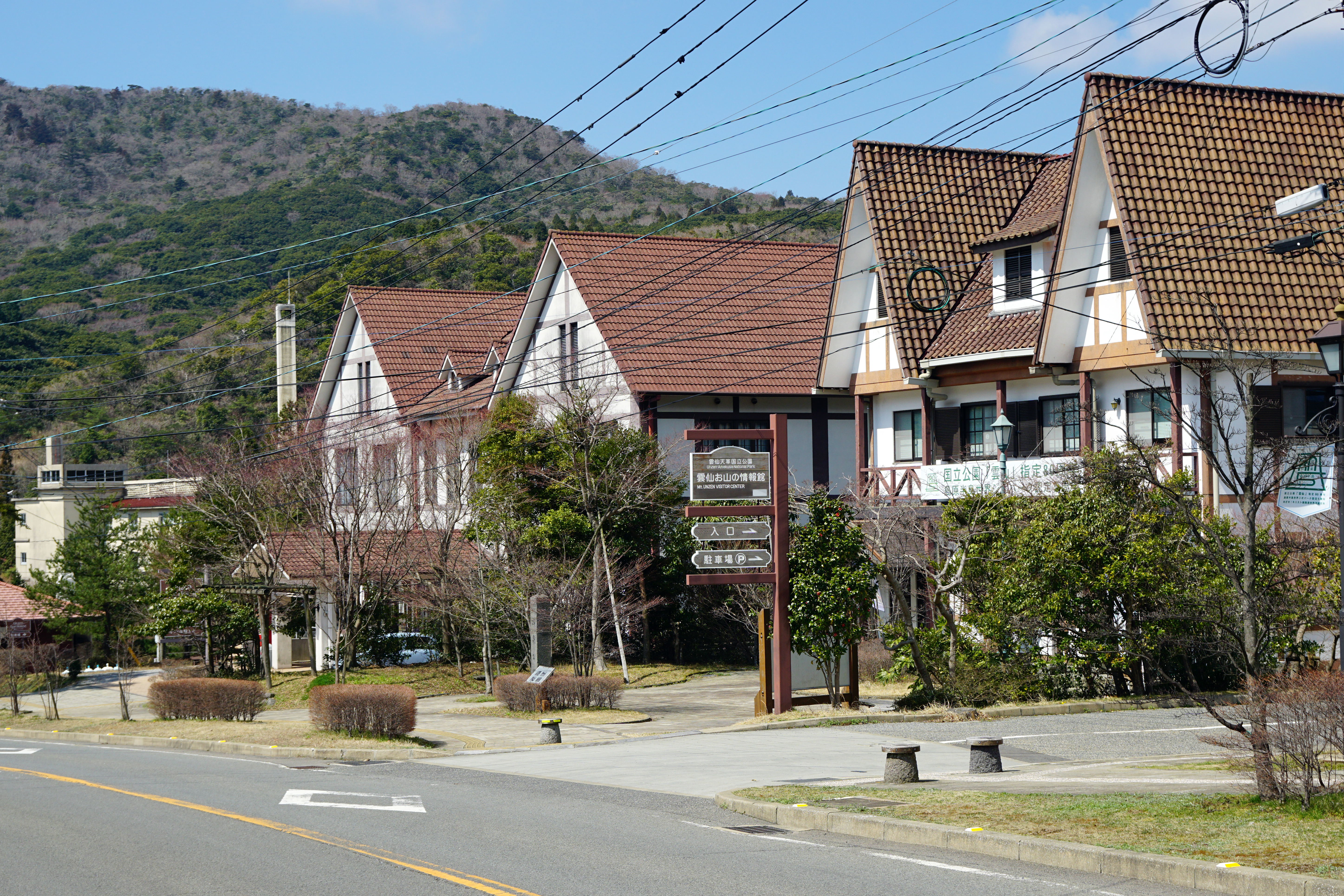
雲仙ビードロ美術館、雲仙スパハウス、雲仙お山の情報館

雲仙温泉（うんぜんおんせん）は、長崎県雲仙市小浜町雲仙（旧国肥前国）にある、キリシタン殉教悲史の舞台で世界的に有名な温泉。日本初の国立公園（雲仙天草国立公園）に指定された温泉保養地である。

## 泉質
- 硫黄泉

### 効能
- 血行促進、疲労回復、リウマチ、慢性皮膚疾患など。

※ 効能は万人に対してその効果を保障するものではない。

## 温泉街
雲仙妙見岳の南西、標高700メートルの鴛鴦ノ池の南側に位置する。1990年（平成2年）に噴火した普賢岳とそれにより誕生した雲仙最高峰の平成新山は、妙見岳を挟んで反対側に位置するため、温泉街からは直接見ることはできない。雲仙山頂へは、島鉄バスセンターから仁田峠まで乗り合いタクシー（中型バス）が運行されており、仁田峠と雲仙妙見岳山頂は雲仙ロープウェイで結ばれている。道中、春はウンゼンツツジ（ミヤマキリシマ）を楽しむことができる。
温泉街は噴気帯「雲仙地獄」を囲むように存在し、その地獄内に遊歩道が整備されている。

### 共同浴場
共同浴場は、新湯地区に新湯温泉共同浴場、古湯地区に湯の里温泉共同浴場、小地獄温泉地区に小地獄温泉館などが存在する。
湯の里温泉共同浴場
雲仙温泉で最も古い共同浴場で、だんきゅう（ラッキョウのこと）の漬け樽を湯船にしていた歴史から「だんきゅう風呂」の愛称がある。
新湯共同浴場
小地獄温泉館
1731年（享保16年)に開かれ、幕末には吉田松陰も訪れたという湯治場。1919年（大正8年）に共同浴場として開館し、1993年（平成5年）に「雲仙温泉 小地獄温泉館」となった。

### 雲仙地獄
雲仙には30に及ぶ地獄がある。地獄の遊歩道沿いには真知子岩、婆石、鏡石、キリシタン殉教碑、聖火燃ゆ之碑といった奇岩・石碑が点在する。地獄展望台や足湯等も設けられている。
- 清七地獄
- 八万地獄
- 雀地獄
- お糸地獄
- 大叫喚地獄
- 邪見地獄
- 泥火山

### 名所・施設
- 温泉神社
- 雲仙ビードロ美術館、雲仙スパハウス
- カトリック雲仙教会
- 雲仙お山の情報館
- 原生沼かきつばた公園
- 白雲の池
- 絹笠山

## 歴史

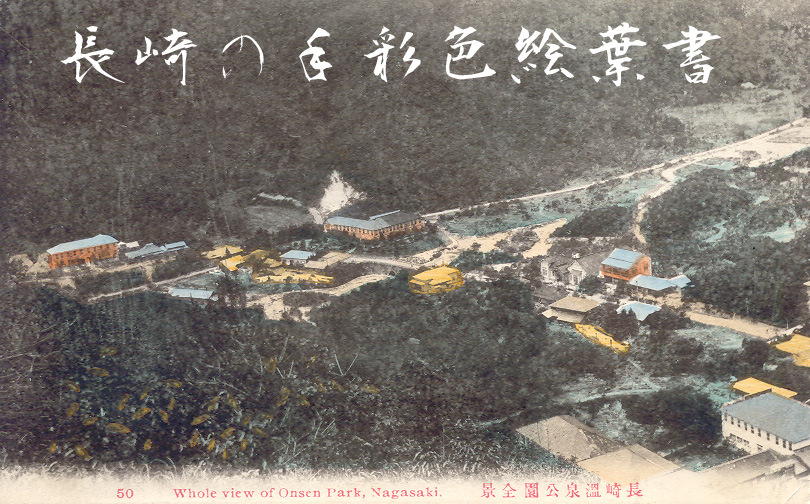
長崎温泉公園（大正）

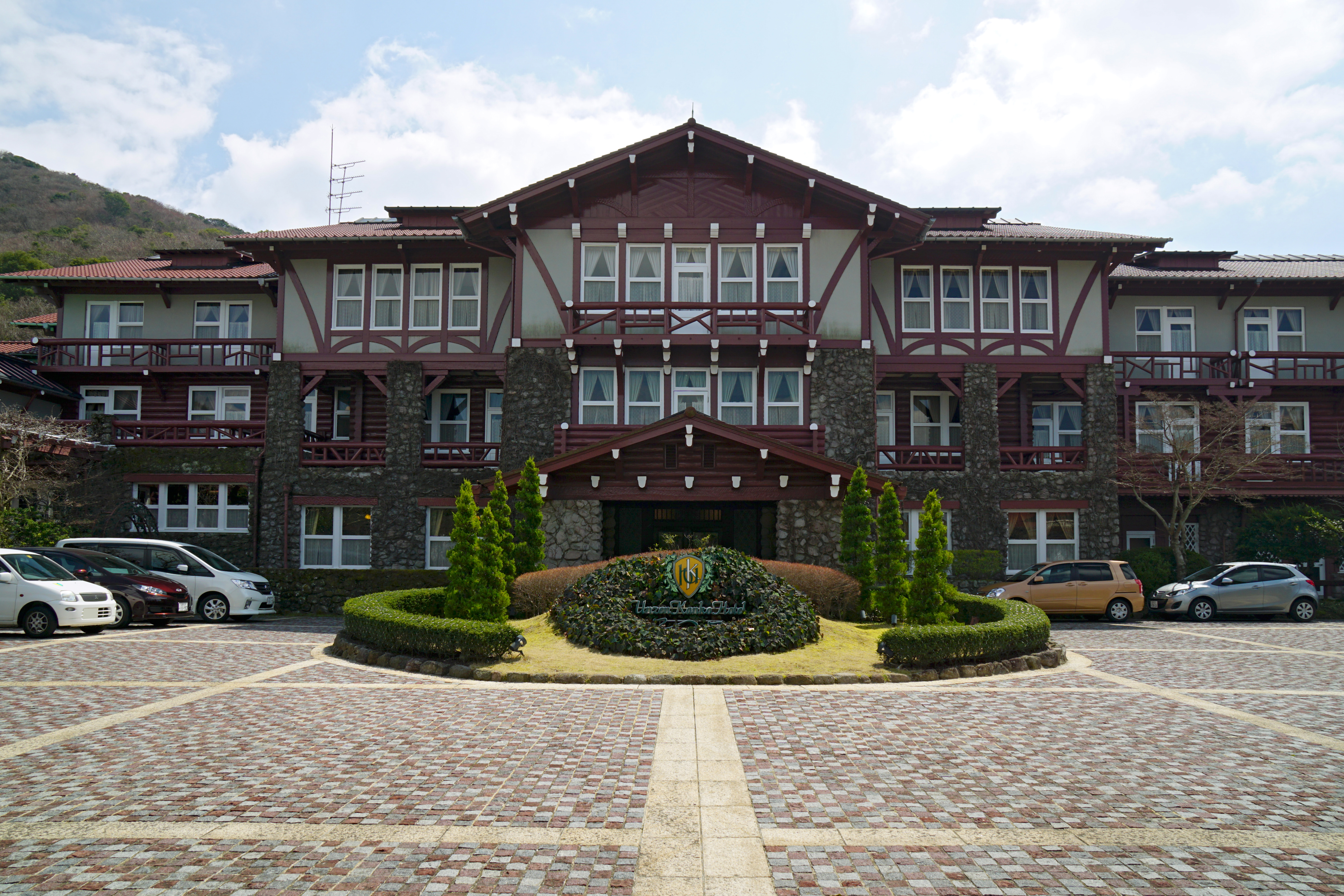
雲仙観光ホテル（昭和10年開業）

「雲仙」は古くは「温泉（うんぜん）」と表記され、これは701年（大宝元年）に行基によって開かれた温泉山満明寺に由来する。同時に四面神を祀る温泉神社も建立されたとされる。
温泉が湯治に利用されるようになったのは1653年（承応2年）とされ、加藤善右衛門が古湯に「延暦湯」を開いたことに始まる。江戸時代には出島のオランダ商館医だったケンペルやシーボルトによりヨーロッパに紹介された。
明治時代になると観光客が増加して満明寺の僧侶による有料の地獄案内が行われた。さらに長崎港の国際貿易港としての発展で、長崎に居留する外国人、上海租界や香港に住む西洋人の避暑地として繁栄した。ノーベル文学賞のパール・S・バックやヘレン・ケラーも一時滞在している。外国人客が多く訪れていたことを受けて、昭和初期に外国人向け洋式ホテル雲仙観光ホテルが建設された。
長崎から雲仙・小浜両温泉への交通路は、諫早までの鉄道から先は最初は船による航路が開かれ、次いで島原鉄道、温泉軽便鉄道、小浜地方鉄道が整備された。しかし後2社が合併した雲仙鉄道はバスにシェアを奪われ、ほどなく廃線となった。

### 年表
- 701年（大宝元年） - 行基による温泉山満明寺が建立。
- 1911年（明治44年） - 当地と小浜温泉間に自動車道路が開通。
- 1920年（大正9年） - 吉井勇、斎藤茂吉が当地を訪れた。
- 1922年（大正11年） - 当地と島原間に自動車道路が開通。当地と小浜温泉間の路線バス開業。
- 1934年（昭和9年）3月16日 - 国立公園に指定される。以前は「温泉」と書いて「うんぜん」と呼ばれていたが、指定の際に雲仙と改められた。
- 1934年（昭和9年）5月6日 - この年発足した長崎県営バスにより、当地と長崎間の路線バス開業。
- 1935年（昭和10年）10月10日 - 雲仙観光ホテル開業。
- 1937年（昭和12年） - 温泉岳測候所が観測を開始。
- 1956年（昭和31年）6月15日 - 国民保養温泉地に指定。
- 1957年（昭和32年）7月15日 - 雲仙ロープウェイ開業。
- 1962年（昭和37年）3月10日 - 国民保養温泉地の範囲を、小浜温泉まで含んだものに変更。
- 2021年（令和3年）- 雲仙地獄が土砂崩れ。一部の旅館・ホテルで温泉配管損傷。

## アクセス
長崎市内より車で80分のところに位置する。
- 車 : 長崎自動車道諫早ICより国道57号経由で60分。
- バス : 長崎駅前より長崎県交通局特急バスで100分。1日に3往復の運行。
- 鉄道 : 長崎本線諫早駅より島原鉄道バスで70分。または島原鉄道島原駅より同バスで50分。何れも概ね1時間に1便運行されている。
- 飛行機 : 長崎空港よりバスで100分。